# Półprącie

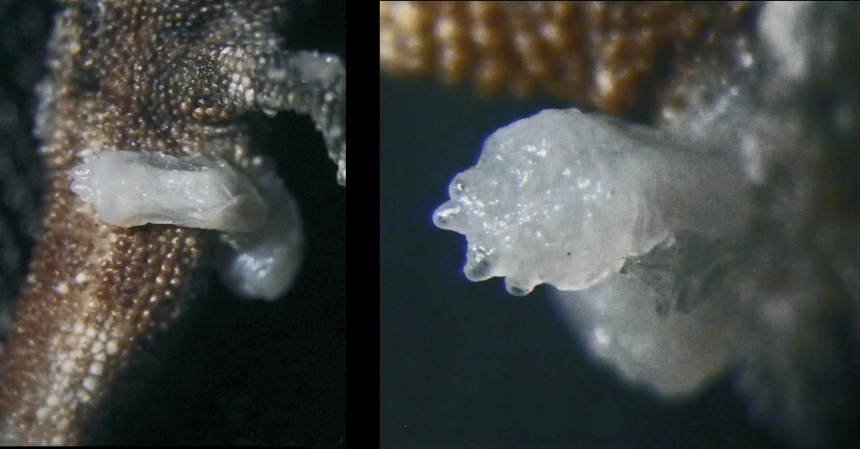
Półprącie kameleona Brookesia micra

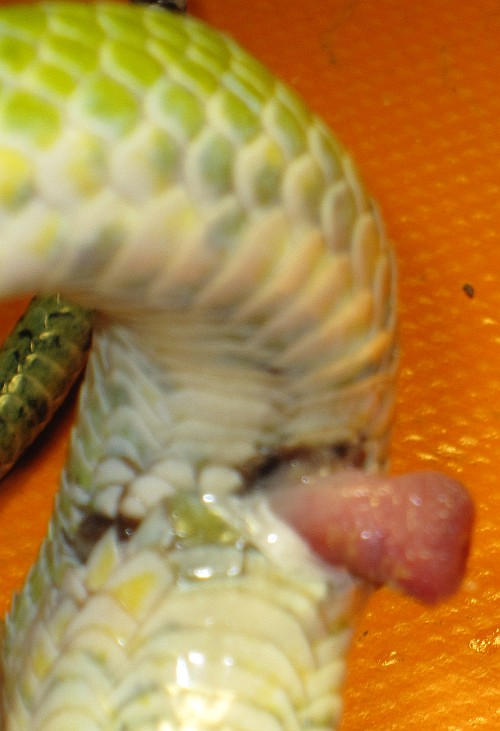
Półprącie pytona zielonego

Półprącie (hemipenis, hemipenes) – parzysty narząd kopulacyjny samców niektórych gadów. Spotykany najczęściej u samców jaszczurek i węży. Anatomicznie są to parzyste uchyłki steku. Wspólne ujście dróg pokarmowych, moczowych i rodnych ma połączenie z nasieniowodami. W czasie erekcji półprącie nabrzmiewa wypełniając się krwią i wynicowuje na zewnątrz przez kloakę. Podczas kopulacji zakotwicza się w drogach rodnych samicy dzięki swoim nierównościom i wybrzuszeniom. Wielkość półprącia jest zależna od specyfiki danego gatunku.
Wizerunek półprącia był często wykorzystywany w symbolice sztuki kultur mezoamerykańskich.